# Subligny (Manche)
Subligny település Franciaországban, Manche megyében. Lakosainak száma 377 fő (2022. január 1.). Subligny Lolif, Le Luot, La Mouche, Saint-Jean-de-la-Haize és Le Grippon községekkel határos.

## Népesség
A település népessége az elmúlt években az alábbi módon változott:
| Lakosok száma | 328  | 287  | 296  | 318  | 352  | 367  | 390  | 407  | 397  | 377  |
|               | 1968 | 1982 | 1990 | 2006 | 2013 | 2015 | 2017 | 2019 | 2020 | 2022 |